# Okres Sümeg

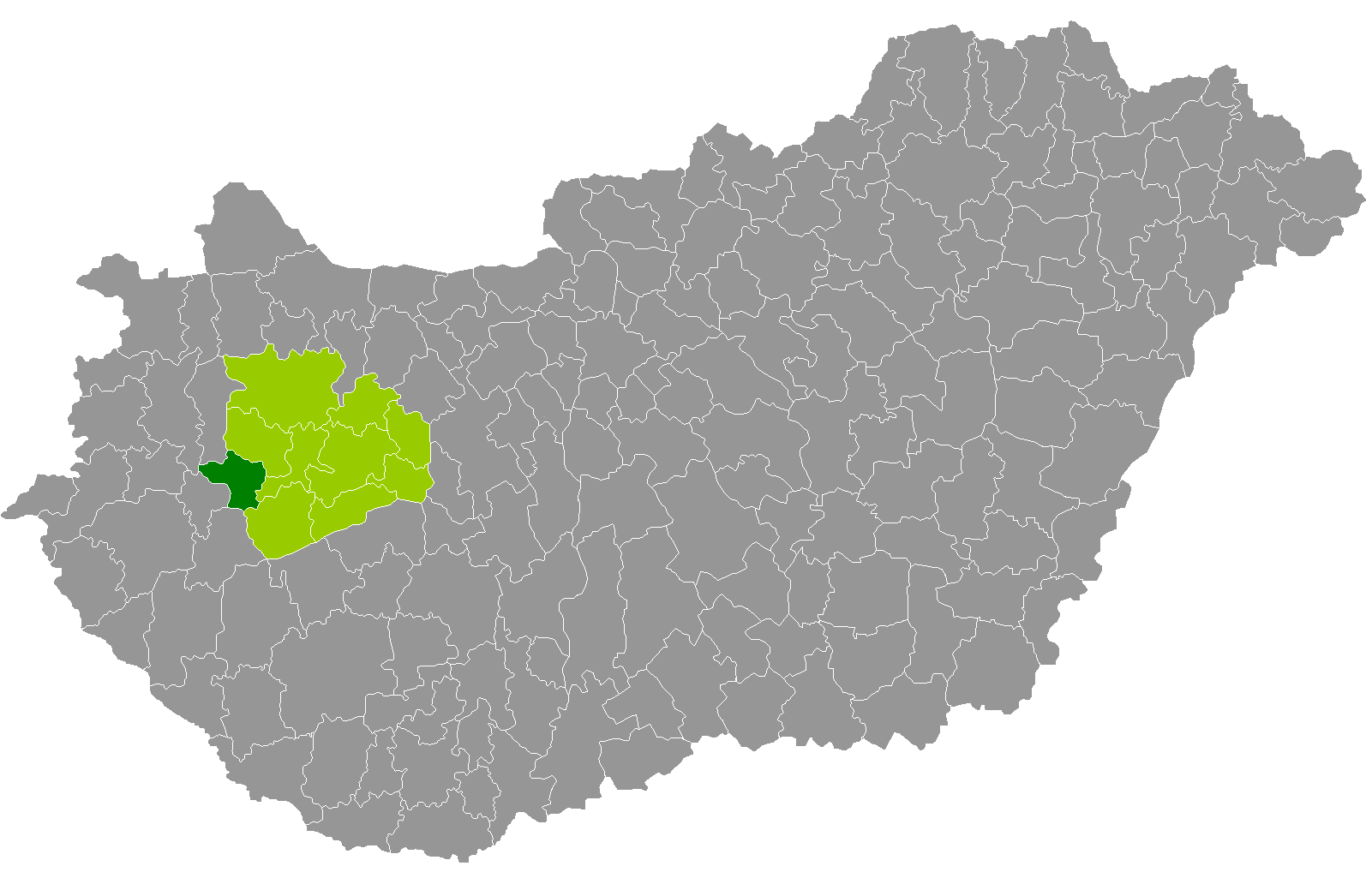
Okres Sümeg

Okres Sümeg (maďarsky Sümegi járás) je okres v Maďarsku v župě Veszprém. Jeho správním centrem je město Sümeg.

## Sídla
V okrese je jedno město (Sümeg) a 20 obcí.
- Bazsi
- Bodorfa
- Csabrendek
- Dabronc
- Gógánfa
- Gyepükaján
- Hetyefő
- Hosztót
- Káptalanfa
- Megyer
- Nemeshany
- Rigács
- Sümeg
- Sümegprága
- Szentimrefalva
- Ukk
- Veszprémgalsa
- Zalaerdőd
- Zalagyömörő
- Zalameggyes
- Zalaszegvár